# Miracle (альбом БоА)
Miracle — другий спеціальний альбом (або альбом 2,5) БоА, випущений 24 вересня 2002 року. Альбом містить корейські версії японських пісень БоА 2002 року. Пісня «Every Heart» була вперше випущена в Японії, а корейська версія використовується як кінцева тема аніме Inuyasha.

## Список композицій
1. «기적 (Miracle)»
2. «Every Heart»
3. «Valenti»
4. «Feelings Deep Inside (마음은 전해진다)»
5. «Share Your Heart (With Me)»
6. «Happiness»
7. «Snow White»
8. «Nobody But You»
9. «Next Step»
10. «Nothing's Gonna Change»
11. «Listen to My Heart» (bonus track)

## Чарти

### Місячні чарти
| Чарт (2002)                | Найвища позиція |
| -------------------------- | --------------- |
| South Korean Albums (RIAK) | 4               |